# Paronychia revoluta
Paronychia revoluta är en nejlikväxtart som beskrevs av C.E.Carneiro och Furlan. Paronychia revoluta ingår i släktet prasselörter, och familjen nejlikväxter. Inga underarter finns listade i Catalogue of Life.